# اشفو ام ویلدن کایسر
اشفو ام ویلدن کایسر (به آلمانی: Scheffau am Wilden Kaiser) یک منطقهٔ مسکونی در اتریش است که در ناحیه کوفستاین واقع شده‌است. اشفو ام ویلدن کایسر ۳۱٫۴۵ کیلومتر مربع مساحت دارد ۷۴۵ متر بالاتر از سطح دریا واقع شده‌است.

## خواهرخوانده
شهر ووملژم خواهرخواندهٔ اشفو ام ویلدن کایسر هست.